# Кирнешть (Молдова)
Кирнешть (рум. Cîrnești) — село у Ніспоренському районі Молдови. Входить до складу комуни, адміністративним центром якої є село Бретулень.

## Населення
За даними перепису населення 2004 року у селі проживали 608 осіб.
Національний склад населення села:
| Національність       | Кількість осіб | Відсоток |
| -------------------- | -------------- | -------- |
| молдавани            | 603            | 99,2%    |
| росіяни              | 3              | 0,5%     |
| інша / без відповіді | 2              | 0,3%     |
| Всього               | 608            | 100%     |